# South Dunn
South Dunn es un territorio no organizado ubicado en el condado de Dunn en el estado estadounidense de Dakota del Norte. En el Censo de 2020 tenía una población de 690 habitantes y una densidad poblacional de 0,54 personas por km².

## Geografía
South Dunn se encuentra ubicado en las coordenadas 47°4′50″N 102°33′35″O / 47.08056, -102.55972. Según la Oficina del Censo de los Estados Unidos, South Dunn tiene una superficie total de 1280.6 km², de la cual 1276.93 km² corresponden a tierra firme y (0.29%) 3.67 km² es agua.

## Demografía
Según el censo de 2010, había 601 personas residiendo en South Dunn. La densidad de población era de 0,47 hab./km². De los 601 habitantes, South Dunn estaba compuesto por el 99% blancos, el 0.5% eran amerindios, el 0.5% eran asiáticos, . Del total de la población el 0.17% eran hispanos o latinos de cualquier raza.